# Costa Rica Challenger
Il Costa Rica Challenger è stato un torneo professionistico di tennis giocato su campi in cemento. Faceva parte dell'ATP Challenger Series. Si giocava annualmente a San José in Costa Rica.

## Albo d'oro

### Singolare
| Anno | Campione         | Finalista        | Punteggio        |
| ---- | ---------------- | ---------------- | ---------------- |
| 2001 | Michael Kohlmann | John van Lottum  | 6–3, 6–4         |
| 2000 | Anthony Dupuis   | Alexandre Simoni | 7–6(5), 4–6, 6–3 |

### Doppio
| Anno | Campioni                      | Finalisti               | Punteggio   |
| ---- | ----------------------------- | ----------------------- | ----------- |
| 2001 | Jonathan Erlich Andy Ram      | Daniel Melo Dušan Vemić | 6–3, 6–3    |
| 2000 | Guillermo Cañas Adrián García | Bowen Brandon Coupe     | 7–6(5), 6–1 |